# 바르알가잘강

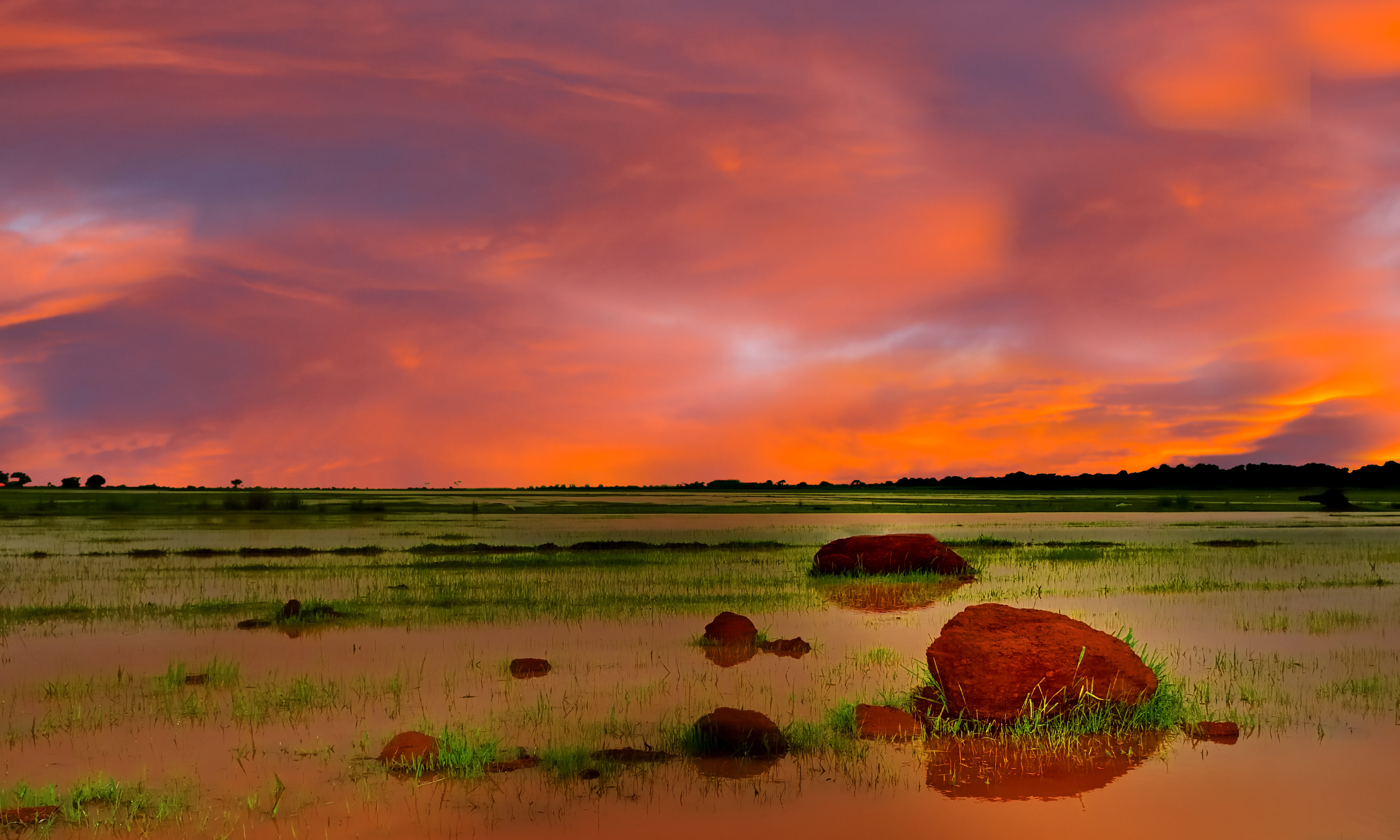

바르알가잘강(Bahr el Ghazal River)은 남수단의 강으로 길이는 716 km이다. 강 이름은 "가젤의 강"을 뜻한다. 나일강의 서쪽 지류이며 수드 습지와 노호를 거쳐 백나일강과 합류한다.